# North Brooksville
North Brooksville es un lugar designado por el censo ubicado en el condado de Hernando en el estado estadounidense de Florida. En el Censo de 2010 tenía una población de 3.544 habitantes y una densidad poblacional de 207,64 personas por km².

## Geografía
North Brooksville se encuentra ubicado en las coordenadas 28°34′39″N 82°19′55″O / 28.57750, -82.33194. Según la Oficina del Censo de los Estados Unidos, North Brooksville tiene una superficie total de 17.07 km², de la cual 17.02 km² corresponden a tierra firme y (0.29%) 0.05 km² es agua.

## Demografía
Según el censo de 2010, había 3.544 personas residiendo en North Brooksville. La densidad de población era de 207,64 hab./km². De los 3.544 habitantes, North Brooksville estaba compuesto por el 91.06% blancos, el 6.24% eran afroamericanos, el 0.4% eran amerindios, el 0.37% eran asiáticos, el 0% eran isleños del Pacífico, el 0.56% eran de otras razas y el 1.38% pertenecían a dos o más razas. Del total de la población el 4.66% eran hispanos o latinos de cualquier raza.